# Adam Janta-Połczyński
Adam Janta-Połczyński (ur. 7 listopada 1839 w Dąbrówce, zm. 24 lutego 1901 w Małej Komorzy) – polski ziemianin, poseł do Reichstagu VII kadencji (1887–1890).

## Życiorys
Urodzony 7 listopada 1839 r. w Dąbrówce w rodzinie ziemiańskiej herbu Bończa, jako syn Józefa i Agnieszki z Janta-Połczyńskich. Dzięki gospodarności skupił w swoich rękach liczne majątki w okolicy Tucholiː Wysoka, Mała i Wielka Komorza, Dąbrówka, Woziwoda, Nadolnik oraz nieruchomości w Kiełpinie i Raciążu. Jego główną rezydencją był najpierw dwór w Wysokiej, a od 1873 r. dwór w Małej Komorzy (odkupiony od brata bliźniaka Nepomucena). W latach 1887–1890 był posłem do parlamentu niemieckiego (Reichstagu) VII kadencji, zdobywając ponad 72 procent głosów w okręgu wyborczym Tuchola-Chojnice. 
Jego pierwszą żoną była Leontyna (1842–1867) z Zabłockich, h. Lada, z którą miał syna Leona (1867–1961), senatora i ministra rolnictwa II RP. Drugą żoną Adama była Helena z Zabłockich, z którą miał siedem córek i dwóch synówː Zofia Maria (1869–1881), Marianna (1869), Helena Katarzyna (1870–1945), Irena (1873–1958), Adam Franciszek (1874–1902), Stanisław (1875–1936), Lucyna Emilia (1876–1937), Izabela Stanisława Jadwiga (1885), Janina Zofia Barbara (1887–1978). Wnukiem Adama, a synem Stanisława, był Aleksander Janta-Połczyński (1908–1974), prozaik, poeta, dziennikarz, kolekcjoner i antykwariusz, po wojnie na emigracji w USA.  
Zmarł 24 lutego 1901 r. i został pochowany w mauzoleum rodzinnym w Raciążu koło Tucholi.